# Alain Esclopé
Alain Esclopé (ur. 18 maja 1942 w Clairze) – francuski polityk, poseł do Parlamentu Europejskiego (1999–2004).
Zawodowo związany ze szkolnictwem, pełnił funkcję dyrektora szkoły drugiego stopnia. Był radnym regionu Langwedocja-Roussillon. Związany z organizacjami łowieckimi, stanął na czele federacji myśliwych w departamencie Pireneje Wschodnie, obejmował również funkcje w stowarzyszeniach branżowych na wyższych szczeblach.
W wyborach w 1999 z ramienia partii Łowiectwo, Wędkarstwo, Przyroda, Tradycja (CPNT) uzyskał mandat posła do Parlamentu Europejskiego V kadencji. Należał do Grupy na rzecz Europy Demokracji i Różnorodności, pracował w Komisji Polityki Regionalnej, Transportu i Turystyki. W PE zasiadał do 2004.